# John Bulaitis
John Bulaitis (ur. 26 czerwca 1933 w Londynie, zm. 25 grudnia 2010 w Rzymie) – duchowny katolicki litewskiego pochodzenia, arcybiskup, nuncjusz apostolski.

## Życiorys
2 lutego 1958 otrzymał święcenia kapłańskie. W 1961 rozpoczął przygotowanie do służby dyplomatycznej na Papieskiej Akademii Kościelnej.
21 listopada 1981 został mianowany przez Jana Pawła II nuncjuszem apostolskim w Kongu, Czadzie i Republice Środkowoafrykańskiej oraz arcybiskupem tytularnym Narona. Sakry biskupiej 6 stycznia 1982 udzielił mu papież Jan Paweł II. 
Następnie był przedstawicielem Watykanu w Iranie (1987-1991), Korei i Mongolii (1991-1997).
Od 25 marca 1997 do 26 lipca 2008 pełnił funkcję nuncjusza w Albanii.